# Disturbios raciales de Washington D. C. de 1919
Los disturbios raciales de Washington D. C. de 1919 fueron disturbios civiles, que ocurrieron del 19 de julio de 1919 al 24 de julio de 1919. 
A partir del 19 de julio, hombres blancos, de los cuales muchos eran miembros del Ejército, de la Armada y del Cuerpo de Marines, respondieron al rumoreado arresto de un hombre negro por la violación de una mujer blanca con cuatro días de violencia contra personas y empresas negras. Se amotinaron, golpearon al azar a miembros de la población negra en la calle y sacaron a otros de los tranvías para atacarlos. Cuando la policía se negó a intervenir, la población negra se defendió. La ciudad cerró salones y teatros para desalentar las asambleas. Mientras tanto, los cuatro periódicos locales de propiedad blanca, incluido el Washington Post, avivaron la violencia con titulares incendiarios y pidieron al menos en una instancia la movilización de una operación de "limpieza". Después de cuatro días de inacción policial y de violencia, el presidente Woodrow Wilson ordenó que 2,000 tropas federales recuperen el control en la capital de la nación. Aun así una violenta tormenta de verano tuvo en comparación un efecto más amortiguador.
Cuando terminó la violencia, 15 personas habían muerto. Al menos 10 personas eran blancas, incluidos dos policías y alrededor de 5 personas eran negras. También cincuenta personas resultaron gravemente heridas y otras 100 menos gravemente heridas. Los disturbios también fueron uno de los disturbios del llamado Verano Rojo, que ocurrieron en los Estados Unidos en ese año. Sin embargo también fueron una de las pocas veces en los disturbios del siglo XX de blancos contra negros que las muertes de blancos superaron en número a las de los negros. Finalmente los acontecimientos en Washington también fueron un cambio en la dinámica racista en América, ya que por primera vez afroamericanos se pudieron defender con éxito ante un grupo de linchamiento blanco. 